# Петар Аничић
Петар Аничић (21. март 2006) је српски поп певач који је представљао Србију на Дечјој песми Евровизије 2020. године у Пољској где је освојио 11. место. Такмичио се у првој сезони програма IDJ Show, као део мушког квартета 4YU, заједно са Браћом Арџик и Северином, и снимио заједничку песму Будало мала. Ментор им је био Дарко Димитров. Такође је модел за Елит модел лук.

## Дискографија

### Албуми
- ПЕТАР делукс ( 2020, мини албум) (песме:Откуцај, Да ли си, Arcade, Heartbeat, Your power, Last cristhmas)

### Синглови
Као део бојбенда 4YU
- Будало мала (2022)

Соло
- Откуцај /Heartbeat (2020) Дечја песма Евровизије, поред српског и енглеског постоје и верзије на шпанском и пољском језику.